# Kenny Wheeler
Kenneth Vincent John Wheeler (Toronto, 14 de enero de 1930 − 18 de septiembre de 2014) fue un músico canadiense de jazz, trompetista, fliscornista, compositor y arreglista.

## Historial
Interesado por el bop, estudió trompeta con Ross MacClanathan en el Conservatorio de Toronto, tocando en orquestas de baile del área natal. En 1952 se trasladó a Londres, donde continuó sus estudios y su trabajo en orquestas de baile. Durante un largo periodo, entre 1959 y 1965, formó parte de la big band de John Dankworth, aunque ya antes había grabado en las bandas de Tommy Whittle y Buddy Featherstonaugh. Con Dankworth desarrolló sus capacidades como compositor y arreglista, y tocó en el Festival de Newport. Después, en los años 1960, tocó con Ronnie Scott, Friedrich Gulda y la Kenny Clarke-Francy Boland Big Band, entre otros, antes de incorporarse a las filas del free jazz, con los baterías Tony Oxley y John Stevens, además de Evan Parker, Dave Holland y otros.
A finales de la década de 1960, Wheeler hizo jazz rock con músicos ingleses, como Ian Carr, John Taylor, Bill Bruford, John Surman o la superbanda CCS, y trabajó con otros jazzistas como Mike Westbrook, Philly Joe Jones o Chris McGregor y sus "Brotherhood of Breath". En esa época, realizó además arreglos para bandas como la de Maynard Ferguson. Más tarde, formó una big band con Derek Bailey y Evan Parker, desarrollando música de vanguardia. En 1972, se integró en la "Globe Unity Orchestra" y grabó con el cuarteto de Anthony Braxton.
Dentro de la compañía discográfica alemana ECM, Wheeler grabó como líder, acompañado por Keith Jarrett, Dave Holland y Jack DeJohnette (1975), y poco después con el grupo "Azimuth", Jan Garbarek, John Abercrombie, Tony Coe y Ralph Towner, antes de incorporarse a la banda "United Jazz and Rock Ensemble" (1979). En los años 1980, tocó con George Adams, Henri Texier y, de forma estable, con el cuarteto de Dave Holland (1983-1989). En la década de los 90, desarrolló un trabajo amplio con distintas big bands de radios y TV.

## Estilo
Wheeler fue poseedor de un estilo muy poético, que estaba relacionado tanto con la música contemporánea como con el jazz. Su fraseo con el fliscorno, especialmente, era de gran refinamiento, con sonoridad muy trabajada y con una amplia tesitura. En su trabajo como arreglista, destacaba su riqueza de texturas y la densidad armónica.

## Discografía

### Como líder
- 1968: Windmill Tilter (Fontana) con The John Dankworth Orchestra
- 1973: Song for Someone (Incus)
- 1975: Gnu High (ECM)
- 1976: Ensemble Fusionaire (CBC)
- 1977: Deer Wan (ECM)
- 1980: Around 6 (ECM)
- 1984: Double, Double You (ECM)
- 1988: Flutter By, Butterfly (Soul Note)
- 1988: Visions (Justin Time)
- 1990: Music for Large & Small Ensembles (ECM)
- 1990: The Widow in the Window (ECM)
- 1992: Kayak (Ah Um)
- 1997: All the More (Soul Note, recorded 1993)
- 1997: Angel Song (ECM)
- 1999: A Long Time Ago (ECM)
- 2003: Dream Sequence (Psi), recorded 1995–2003)
- 2005: What Now? (CAM Jazz)
- 2006: It Takes Two! (CAM Jazz)
- 2008: Other People (CAM Jazz) with Hugo Wolf String Quartet featuring John Taylor
- 2011: One of Many (CAM Jazz) with John Taylor and Steve Swallow
- 2012: The Long Waiting (CAM Jazz)
- 2013: Mirrors (Edition Records) London Vocal Project with Norma Winstone
- 2013: Six for Six (CAM Jazz, recorded 2008)
- 2015: Songs for Quintet (ECM, recorded 2013)

### Colaboraciones con John Taylor
- con Norma Winstone, Paolo Fresu, Paolo Damiani, Tony Oxley: Live at Roccella Jonica (Ismez Polis, 1985)
- con Gabriele Mirabassi: Moon (Egea, 2001)
- con Riccardo Del Fra: Overnight (Sketch, 2002)
- Where Do We Go from Here (CAM Jazz, 2005)
- Pause, and Think Again

### Como Azimuth
- Azimuth (ECM, 1977)
- The Touchstone (ECM, 1978)
- with Ralph Towner: Départ (ECM, 1979)
- Azimuth '85 (ECM, 1985)
- How It Was Then... Never Again (ECM, 1994)
- con The Maritime Jazz Orchestra: Siren's Song (Justin Time, 1997)

### Otras colaboraciones
- autor y arreglista de "Ballad to Max" en el álbum de Maynard Ferguson, M.F. Horn (Columbia, 1970)
- areglista de "Fire and Rain", "My Sweet Lord", y "Your Song" en el álbum de Maynard Ferguson, Alive & Well in London (Columbia, 1971)
- Elton Dean and Joe Gallivan: The Cheque Is in the Mail (Ogun, 1977)
- Günter Christmann, Gerd Dudek, Albert Mangelsdorff, Paul Rutherford, Manfred Schoof: Horns (FMP, 1979)
- Gordon Beck, Tony Oxley, Stan Sulzmann, Ron Mathewson: Seven Steps to Evans (MPS, 1980)
- Tiziana Simona: Gigolo (ITM, 1986)
- Claudio Fasoli, Jean-François Jenny Clark, Daniel Humair: Welcome (Soul Note, 1987)
- Claudio Fasoli and Jean-François Jenny Clark: Land (Innowo/New Sound Planet, 1989)
- Gordon Beck, Tony Oxley, Stan Sulzmann, Dieter Ilg: A Tribute to Bill Evans (Image Entertainment DVD, filmed 1991, released 1999)
- Jeff Gardner, Hein van de Geyn, André Ceccarelli: California Daydream (Musidisc, 1992)
- David Friedman, Jasper van't Hof: Greenhouse Fables (Sentemo, 1992)
- Paolino Dalla Porta, Stefano Battaglia, Bill Elgart: Tales (Soul Note, 1993)
- Rabih Abou Khalil - Sultan's Picnic, Enja Records, 1994)
- Paul Bley: Touché (Justin Time, 1996)
- Sonny Greenwich: Live at the Montreal Bistro (Justin Time, 1998)
- Brian Dickinson: Still Waters [Hornblower, 1999)
- Fred Hersch, Norma Winstone, Paul Clarvis: 4 in Perspective (Village Life, 2000)
- Marc Copland y John Abercrombie: That's for Sure (Challenge, 2001)
- Stan Sulzmann y John Parricelli: Ordesa (Symbol, 2002)
- Bob Brookmeyer: Island (Artists House, 2003)
- Enrico Pieranunzi, Chris Potter, Charlie Haden & Paul Motian: Fellini Jazz (CAM Jazz, 2003)
- Marc Copland y John Abercrombie: Brand New (Challenge, 2004)
- Tony Coe, John Edwards, Alan Hacker, Sylvia Hallett, Marcio Mattos, Evan Parker, Philipp Wachsmann: Free Zone Appleby 2003 (PSI, 2004)
- Gerd Dudek, Paul Dunmall, John Edwards, Tony Levin, Tony Marsh, Evan Parker, Paul Rogers, Philipp Wachsmann: Free Zone Appleby 2005 (PSI, 2006)
- Evan Parker, Paul Dunmall, Tony Levin, John Edwards: Live at the Vortex, London (Rare Music, 2011)
- Evan Parker, Steve Beresford, John Edwards, Louis Moholo-Moholo: Foxes Fox: Live at the Vortex (PSI, 2012)

- Robert 'Bob' Cornford, Tony Coe, Kenny Wheeler y la NDR 'Pops' Orchestra: Long Shadows (Chapter One, 2007; recorded 1979)
- The Guildhall Jazz Band: Walk Softly (Wave, 1998; recorded 1987)
- The Jürgen Friedrich Quartet Featuring Kenny Wheeler: Summerflood (CTI, 1998; reissued 2003)
- Tim Brady: Visions (Justin Time, 1988) with L'orchestre de chambre de Montréal
- The Upper Austrian Jazzorchestra: Plays the Music of Kenny Wheeler (West Wind, 1996)
- The Maritime Jazz Orchestra: Now and Now Again (Justin Time, 2002; grabado en 1998) con Norma Winstone y John Taylor
- UMO Jazz Orchestra: One More Time (A-Records, 2000) con Norma Winstone
- Munich Jazz Orchestra: Sometime Suite (Bassic Sound, 2001)
- Colours Jazz Orchestra: Nineteen Plus One (Astarte/Egea, 2009)

### Como acompañante
Tommy Smith
- Azure (Linn, 1995)

John Abercrombie
- Open Land (ECM, 1998)

George Adams
- Sound Suggestions (ECM, 1979)

Pepper Adams
- Conjuration: Fat Tuesday's Session (Reservoir, 1983 [1990})

Berlin Contemporary Jazz Orchestra
- Berlin Contemporary Jazz Orchestra (Conducted by Alexander von Schlippenbach) (ECM, 1990)

Anthony Braxton
- The Complete Braxton (Freedom, 1971 [1973])
- Quartet: Live at Moers Festival (Ring, 1974 [1976])
- New York, Fall 1974 (Arista, 1974)
- Five Pieces 1975 (Arista, 1975)
- The Montreux/Berlin Concerts (Arista, 1975-6)
- Creative Orchestra Music 1976 (Arista, 1976)
- Creative Orchestra (Köln) 1978 (hatART, 1978 [1995])

Jakob Bro
- 2011: Bro/Knak (Loveland)

Bill Bruford
- Feels Good to Me (EG, 1978)

Rainer Brüninghaus
- Freigeweht (ECM, 1980)

Steve Coleman
- Rhythm in Mind (Novus, 1991)

Collective Consciousness Society
- C.C.S. (RAK, 1970)

Graham Collier
- Deep Dark Blue Centre (Deram, 1967)
- Hoarded Dreams (Cuneiform, 1983 [2007])

John Dankworth With Pierre Favre
- Window Steps (ECM, 1995)
- What the Dickens! (Fontana, 1963)

Bill Frisell
- Rambler (ECM, 1985)

Globe Unity Orchestra
- Globe Unity 67 & 70 (Atavistic, 2001), 1970 recording only
- Live in Wuppertal (FMP, 1973)
- Hamburg '74 with the NDR Chor (FMP, 1979)
- Evidence Vol. 1 (FMP, 1976; reissued on Rumbling, 1991)
- Into the Valley Vol. 2 (FMP, 1976; reissued on Rumbling, 1991)
- FMP S 6...Plus (FMP, digital download, 2012)
- Jahrmarkt/Local Fair (Po Torch, 1977)
- Improvisations (JAPO/ECM, 1977)
- Compositions (JAPO/ECM, 1979)
- Intergalactic Blow (JAPO, 1983)
- 20th Anniversary (recorded 1986, FMP, 1993)
- 40 Years (Intakt, 2007)

Paul Gonsalves
- Humming Bird (Deram, 1970)

Dave Holland Quintet
- Jumpin' In (ECM, 1984)
- Seeds of Time (ECM, 1985)
- The Razor's Edge (ECM, 1987)

Philly Joe Jones
- Mo'Joe (Black Lion, 1968)

Chris Kase
- A Song We Once Knew (Satchmo Jazz, 2000)

Joni Mitchell
- Travelogue (Nonesuch, 2002)

Louis Moholo-Moholo
- Spirits Rejoice! (Ogun, 1978)

Wadada Leo Smith
- Divine Love (ECM, 1978)

David Sylvian
- Brilliant Trees (Virgin, 1984)
- Alchemy: An Index of Possibilities (Virgin, 1985)
- Gone to Earth (Virgin, 1986)
- Dead Bees on a Cake (Virgin, 1999)

Ralph Towner
- Old Friends, New Friends (ECM, 1979)